# إثميا مكللة
إثميا مكللة (الاسم العلمي:Ethmia coronata) هي نوع من الحشرات تتبع جنس الإثميا من فصيلة الألاشستيات.